# Viborg Fodsports Forening 2023-2024
Questa voce raccoglie le informazioni riguardanti il Viborg Fodsports Forening nelle competizioni ufficiali della stagione 2023-2024.

## Rosa
| N. |                      | Ruolo | Calciatore       |
| -- | -------------------- | ----- | ---------------- |
| 1  | Danimarca (bandiera) | P     | Lucas Lund       |
| 2  | Danimarca (bandiera) | D     | Anton Gaaei      |
| 3  | Danimarca (bandiera) | D     | Mads Lauritsen   |
| 4  | Svizzera (bandiera)  | D     | Nicolas Bürgy    |
| 5  | Slovenia (bandiera)  | D     | Žan Zaletel      |
| 6  | Danimarca (bandiera) | C     | Mads Søndergaard |
| 7  | Tunisia (bandiera)   | A     | Elias Achouri    |
| 8  | Nigeria (bandiera)   | A     | Ibrahim Said     |
| 9  | Svezia (bandiera)    | A     | Marokhy Ndione   |
| 10 | Spagna (bandiera)    | A     | Nils Mortimer    |
| 11 | Brasile (bandiera)   | A     | Renato Júnior    |
| 12 | Gambia (bandiera)    | A     | Alassana Jatta   |
| 13 | Danimarca (bandiera) | C     | Jeppe Grønning   |

| N. |                      | Ruolo | Calciatore         |
| -- | -------------------- | ----- | ------------------ |
| 14 | Danimarca (bandiera) | C     | Anosike Ementa     |
| 17 | Danimarca (bandiera) | C     | Jakob Bonde        |
| 19 | Rep. Ceca (bandiera) | C     | Jan Žambůrek       |
| 20 | Danimarca (bandiera) | P     | Kasper Kiilerich   |
| 21 | Danimarca (bandiera) | C     | Sofus Berger       |
| 23 | Danimarca (bandiera) | D     | Oliver Bundgaard   |
| 24 | Danimarca (bandiera) | D     | Daniel Anyembe     |
| 27 | Fær Øer (bandiera)   | D     | Martin Agnarsson   |
| 28 | Danimarca (bandiera) | C     | Magnus Westergaard |
| 30 | Slovenia (bandiera)  | D     | Srđan Kuzmić       |
| 37 | Danimarca (bandiera) | C     | Jakob Vester       |
| 58 | Germania (bandiera)  | P     | Nico Mantl         |

## Calciomercato
| Acquisti | Acquisti       | Acquisti  | Acquisti              |
| R.       | Nome           | da        | Modalità              |
| -------- | -------------- | --------- | --------------------- |
| A        | Anosike Ementa | Aalborg   | definitivo (135000 €) |
| D        | Lamin Jawara   | Holstebro | fine prestito         |

| Cessioni | Cessioni        | Cessioni     | Cessioni   |
| R.       | Nome            | a            | Modalità   |
| -------- | --------------- | ------------ | ---------- |
| C        | Clint Leemans   | NAC Breda    | gratuito   |
| A        | Paulinho        | Portimonense | gratuito   |
| P        | Mikkel Andersen |              | svincolato |

## Risultati

### Superligaen

#### Prima fase
| Farum 24 luglio 2023, ore 19:00 CEST 1ª giornata                                    | Nordsjælland | 4 – 1           | Viborg | Right to Dreams Park Arena |
| \| \| \| \| \| Nuamah 30’, 45+4’, 59’ Nygren 89’ \| Marcatori \| 10’ Søndergaard \| |              |                 |        |                            |
|                                                                                     |              |                 |        |                            |
| Nuamah 30’, 45+4’, 59’ Nygren 89’                                                   | Marcatori    | 10’ Søndergaard |        |                            |